# Отношения между Китаем и Республикой Конго
Отноше́ния ме́жду Кита́ем и Респу́бликой Ко́нго — двусторонние дипломатические отношения между Китайской Народной Республикой и Республикой Конго.
Китай имеет посольство в Республике Конго (город Браззавиль), а Республика Конго — посольство в Китае (город Пекин, район Чаоян).

## История
Двусторонние отношения между странами были установлены 22 февраля 1964 года, когда в Браззавиле было подписано совместное коммюнике, и между Китаем и Республикой Конго были установлены на посольском уровне. Представители государств регулярно обмениваются дипломатическими визитами.
Китай финансирует с момента установления дипломатических отношений (за исключением периода Гражданской войны в Конго в 1997—1999 годах) многие проекты в Конго, в том числе строительство стадиона, телерадиовещательной станции, текстильной фабрики, больницы и гидроэлектростанции, а также здания парламента Конго, стоимостью 52 миллиона евро. Конго профинансировало строительство начальной школы в уезде Чинду Юйшу-Тибетского автономного округа провинции Цинхай в Китае, в связи с тем, что старое здание школы было разрушено после землетрясения в Юйшу в 2010 году.
В июне 2020 года Республика Конго поддержала принятый в Китае Закона о создании правовой системы и правоприменительных механизмов в специальном административном районе Гонконг для защиты национальной безопасности.

## Торгово-экономические отношения
В 2005 году товарооборот между странами составил 2,423 миллиарда долларов, из которых китайский экспорт — 145 миллионов долларов, а импорт — 2,278 миллиарда долларов. Во многом, подобное соотношения экспорта и импорта обусловлено тем, что с 2001 года Китай активно импортирует сырую нефть из Конго.
Китайские компании также занимаются инвестированием в Конго. Например, «China National Gold Group Corporation» планирует создать совместное предприятие по добыче меди с американской компанией «Gerald Group».